# Aleksandr Samedov
Aleksandr Sergejevitj Samedov (russisk: Александр Серге́евич Самедов, tr. Aleksandr Sergejevitj Samedov; azeri: Aleksandr Səmədov født 19. juli 1984 i Moskva, Sovjetunionen) er en russisk fodboldspiller (højre kant). Han spiller hos Spartak Moskva i den russiske liga.
Samedov har spillet hele sin karriere hos forskellige klubber i fødebyen Moskva. Efter at have startet hos Spartak Moskva, hvor han også var tilknyttet som ungdomsspiller, kom han i 2005 til Lokomotiv. Efter tre sæsoner skiftede han til den mindre klub FC Moskva, og har også været omkring Dynamo Moskva, inden han i 2012 vendte tilbage til Lokomotiv.

## Landshold
Samedov har (pr. april 2018) spillet 46 kampe og scoret seks mål for Ruslands landshold, som han debuterede for 7. oktober 2011 i en EM-kvalifikationskamp mod Slovakiet. Han var en del af den russiske trup til VM i 2014 i Brasilien.